# Carline Ray
Carline Ray (New York, 21 april 1925 – aldaar, 18 juli 2013) was een Amerikaanse jazzmuzikante (zang, contrabas, e-bas, gitaar, piano).

## Biografie
Ray, die afkomstig was uit een muzikale familie, kreeg een muzikale basis mee van haar ouders. Ze studeerde piano en compositie aan de Juilliard School of Music. Daarnaast speelde ze jazzgitaar en kreeg ze in 1946 een verbintenis bij de International Sweethearts of Rhythm, waarmee ze een jaar op tournee was. In 1948 en 1949 werkte ze als zangeres in het orkest van Erskine Hawkins. Vervolgens studeerde ze tot aan de Master of Arts zang aan de Manhattan School of Music. Als contra-alt zong ze met de Schola Cantorium, de Camarata Singers, de Bach Aria Group en de American Opera Society.
Midden jaren 1950 vestigde ze zich ook als bassiste. Ray werkte met Gunther Schuller, Igor Strawinsky, Leonard Bernstein, maar ook als studiomuzikante voor Patti Page, The McGuire Sisters, Della Reese, Sylvia Syms, Jimmy Smith en Quincy Jones. In de Mary Lou’s Mass van Mary Lou Williams werkte ze als zangeres, maar ook als bassiste. Met de band van Melba Liston ging ze op een tournee door Azië. Tussen 1971 en 1984 werkte ze als bassiste met het danstheater van Alvin Auley, waar ze ook betrokken was bij de opvoering van werken van Duke Ellington en zong ze als soliste in het door Ailey gechoreografeerde Revelations. Ze speelde ook met de bands van Seldon Powell, Tiny Grimes, Ruth Brown en Doc Cheatham. Met Bertha Hope en Paula Hampton formeerde ze in 1995 de band Jazzberry Jam! Kit McClure haalde haar als zangeres voor haar project Sweethearts of Rhythm. Het eerste album Vocal Sides onder haar eigen naam, dat ze als zangeres voorstelde en dat geproduceerd werd door haar dochter, bracht Ray uit in 2013.
Ray kreeg in 2005 de Mary Lou Williams Women in Jazz Festival Award en in 2008 de International Women in Jazz Award. In de documentaire film The Girls in the Band wordt ze gehuldigd.

## Privéleven en overlijden
In 1956 trouwde ze met de pianist en componist Luis Russell. Haar dochter Catherine Russell is eveneens professioneel muzikante. Carline Ray overleed in juli 2013 op 88-jarige leeftijd.

## Discografie
- 1961-2013: Vocal Sides

Als sidewoman
- 1946-1947: International Sweethearts of Rhythm (1946–1947)
- 1995: Ruth Brown Live in London
- 1997: Jazzberry Jam! Live
- 2000: Linda Presgrave In Your Eyes